# 엘 오트라 피엘
《엘 오트라 피엘》(스페인어: En otra piel)는 2014년 방영된 미국의 텔레노벨라이다.